# Колубаевцы
Колубаевцы (укр. Колубаївці) — село в Каменец-Подольском районе Хмельницкой области Украины.
Население по переписи 2001 года составляло 678 человек. Почтовый индекс — 32353. Телефонный код — 3849. Занимает площадь 1,081 км².

## Местный совет
32325, Хмельницкая обл., Каменец-Подольский р-н, с. Гуменцы